# Liste des accidents ferroviaires en France en 1929
Pour des articles plus généraux, voir Liste des accidents ferroviaires en France, Liste des accidents ferroviaires en France au XXe siècle et Liste des accidents ferroviaires en France dans les années 1920.
La liste des accidents ferroviaires en France en 1929, est une liste non exhaustive, chronologique par mois.

## Janvier
- 2 janvier 1929 - Sur la ligne de Coutras à Périgueux, à 18 heures, un train de marchandises venant de Libourne déraille en gare de Mussidan. Le chef de train est tué[1].
- 2 janvier 1929 - Sur la ligne de Tuchan à Lézignan du réseau à voie métrique de la Compagnie des tramways à vapeur de l'Aude, entre les gares de Villerouge-Termenes et de Saint-Laurent-de-la-Cabrerisse, un train, entraîné par son poids dans une pente, déraille à Talairan, et la locomotive fait une chute de 30 mètres dans un ravin. Le chauffeur est tué, le mécanicien blessé[2].

## Avril
- 23 avril 1929 - Sur la ligne de Firminy à Saint-Rambert-d'Albon, après la gare de Bourg-Argental, un train de voyageurs allant d'Annonay à Firminy entre en collision avec une machine haut-le-pied venant en sens inverse. Dans le choc, le chef de train est tué[3].

## Mai
- 24 mai 1929 - Vers 22 heures, sur la ligne Paris-Bordeaux, peu après Poitiers, à Vivonne, le bogie avant de la locomotive d'un rapide pour Bordeaux déraille. La traction du convoi en panne est reprise deux heures après par une machine de secours envoyée d'Angoulême, dont la chaudière explose quelques kilomètres plus loin, tuant mécanicien et chauffeur, mais ne provoquant pas de déraillement[4].

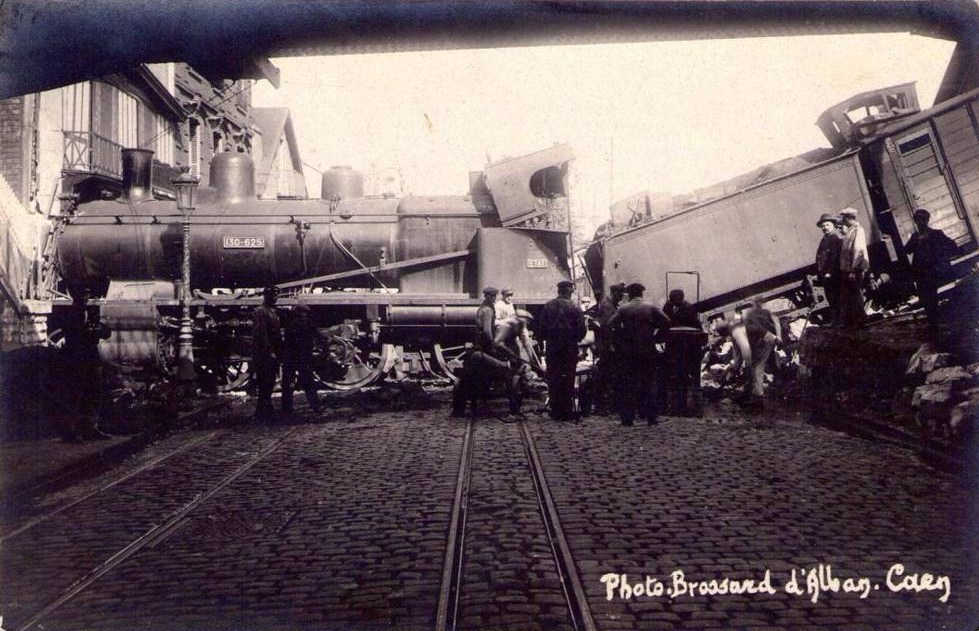
Accident ferroviaire à la gare de Caen le 29/8/1929.

## Août
- 29 août 1929 - Caen : en gare de Caen-État, à 9 heures, une locomotive et un wagon de marchandises en direction de Vire, dirigés par erreur vers une voie de garage, défoncent le heurtoir, font s'écrouler un mur de soutènement, et après avoir traversé une rue, finissent leur course 5 mètres plus bas dans la vitrine d'un café. L'incident ne fera aucune victime[5]. L'ingénieur Raoul Dautry fera remonter la locomotive et son tender à la hauteur des rails.

## Novembre
- 18 novembre 1929 - Sur la ligne de Reims à Laon, vers 7 heures, à Eppes, alors que le passage à niveau est fermé avant l'arrivée du rapide Bâle-Calais, la garde-barrière cède à un conducteur insistant pour qu'elle le laisse passer. Le train survient, l'automobile est percutée, et ses trois occupants sont tués[6].